# スプラフォン
スプラフォン（Supraphon）は、チェコのレコードレーベル。主にチェコとスロバキアの作曲家に重点を置きつつ、クラシック音楽とポピュラー音楽を取り扱っている。

## 沿革

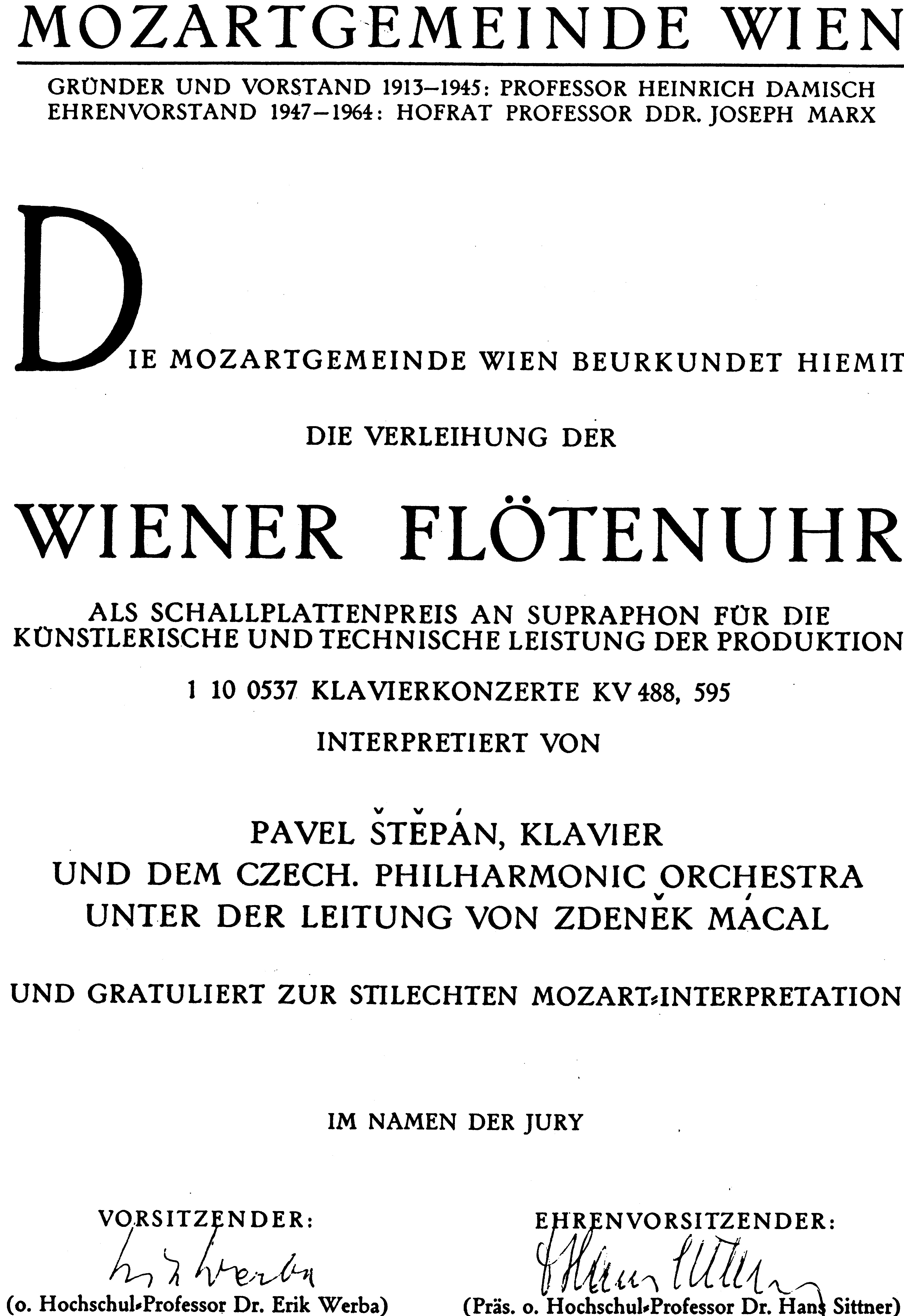
1971年にWiener Flötenuhrを受賞したスプラフォンの録音。

スプラフォンという社名は1932年にはじめて商標登録された。大戦後に輸出用に国内生産されたアルバムのレーベルとなり、1940年代終盤からチェコ音楽の評判を外国へ広めることに大きな役割を果たした。
チェコスロバキア時代はPanton、Opusとともに3つの国営レーベルのひとつだった。

## カタログ
会社の芸術的方針からベドルジハ・スメタナ、アントニン・ドヴォルザーク、レオシュ・ヤナーチェク、ボフスラフ・マルティヌー、ヤン・ディスマス・ゼレンカについて体系的に構築された膨大なカタログを築き上げている他、チェコ内外の音楽界で代表的な人物の作品も取り揃えている。こうした録音には国内外の重要な独奏者、室内楽団、管弦楽団、指揮者らが貢献している。
スプラフォン・アーカイヴにはヴァーツラフ・ターリヒ、カレル・アンチェル、カレル・シェイナ、ヴァーツラフ・ノイマンら他の指揮によるチェコ・フィルハーモニー管弦楽団の録音が収められている。また、アレクサンドル・ヴェチュトモフに加えてスヴャトスラフ・リヒテル、エミール・ギレリス、ムスティスラフ・ロストロポーヴィチ、イダ・ヘンデル、ヘンリク・シェリング、エレーヌ・ボスキ、アンドレ・ジェルトレルといったチェコ国外の音楽家の録音が遺されている。多くの録音が「Archive」、「Ančerl Gold Edition」、「Talich Special Edition」などの版で再販されている。
現代のクラシック音楽の演奏家とのコラボレーションにも力を入れており、パーヴェル・ハース四重奏団による録音はBBCミュージック・マガジン誌の「Chamber Choice」を受賞した。イルジー・ビエロフラーヴェクやチャールズ・マッケラスもスプラフォンとの録音に取り組んでいた。
最初のステレオ録音が発売されたのは1961年であった。ただしステレオ録音の実用化は1958年であり、それらも1961年からはステレオで再発売された。最初にポピュラー音楽のステレオ録音が行われたのは1964年だった。1970年代からは4チャンネルステレオでの録音も行った。1981年以降はデジタル録音に移行し、最初のCDは1984年に日本で製作された。ポピュラー音楽がCDで発売されたのは1987年であった。
1988年、グラミー賞ノミネート実績のあるアーティストであるザ・ムーディ・ブラザーズがJiří Brabec、Country Beatとプラハで歴史的なアルバムを録音した。レイモン・レコードとスプラフォンにより生み出されたアルバム『Friends』は、カントリー・ミュージックでは初となるアメリカの会社とのの共同制作であった。この録音は評論家から称賛を受け、プロジェクトに加わったムーディズとBrabec、プロデューサー、エンジニア、スタジオはアンペックスのGolden Reel Awardを獲得した。